# Wavel·lita
La wavel·lita és un mineral de la classe dels fosfats que pertany i dona nom al grup de la wavel·lita. Rep el nom del físic anglès William Wavell.

## Característiques
La wavel·lita és un fosfat de fórmula química Al₃(PO₄)₂(OH)₃(H₂O)₅O. Cristal·litza en el sistema ortoròmbic. La seva duresa a l'escala de Mohs es troba entre 3,5 i 4. Com a gemma es pot tallar en caboixons i altres formes atractiues per a fer joieria.

## Classificació
Segons la classificació de Nickel-Strunz pertany a «08.DC: Fosfats, etc, només amb cations de mida mitjana, (OH, etc.):RO₄ = 1:1 i < 2:1» juntament amb els següents minerals: nissonita, eucroïta, legrandita, strashimirita, arthurita, earlshannonita, ojuelaïta, whitmoreïta, cobaltarthurita, bendadaïta, kunatita, kleemanita, bermanita, coralloïta, kovdorskita, ferristrunzita, ferrostrunzita, metavauxita, metavivianita, strunzita, beraunita, gordonita, laueïta, mangangordonita, paravauxita, pseudolaueïta, sigloïta, stewartita, ushkovita, ferrolaueïta, kastningita, maghrebita, nordgauïta, tinticita, vauxita, vantasselita, cacoxenita, gormanita, souzalita, kingita, allanpringita, kribergita, mapimita, ogdensburgita, nevadaïta i cloncurryita.

## Formació i jaciments
Es forma com a mineral secundari en roques metamòrfiques alumíniques de baix grau. S'ha descrit a tots els continents tret de l'Antàrtida (tampoc a Groenlàndia). A Catalunya s'ha descrit a les mines Rocabruna (Gavà, Baix Llobregat) i al Sot de les Mines (Santa Creu d'Olorda, Barcelonès).